# Lista över kända historiska slavar

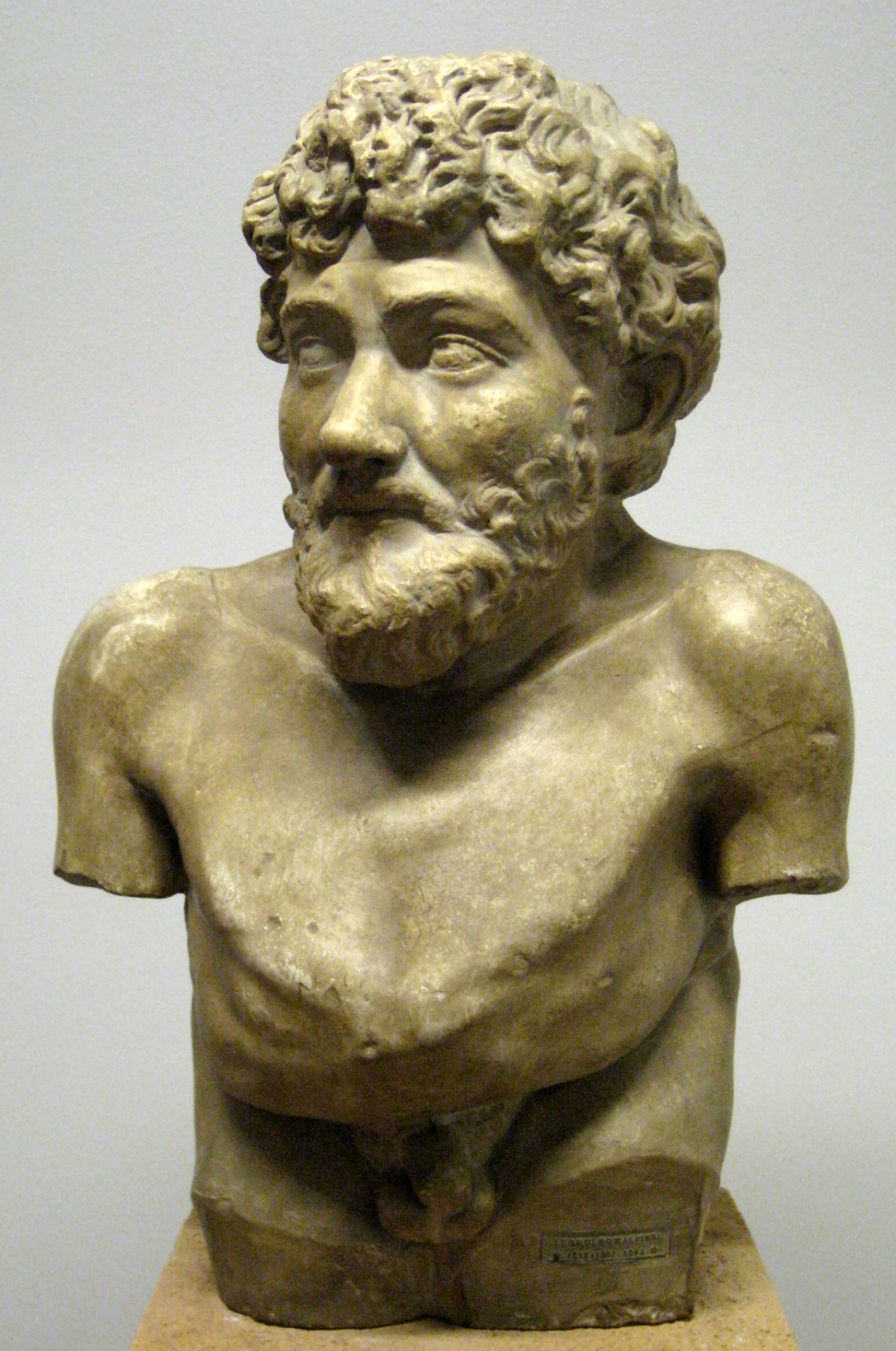
Aisopos.

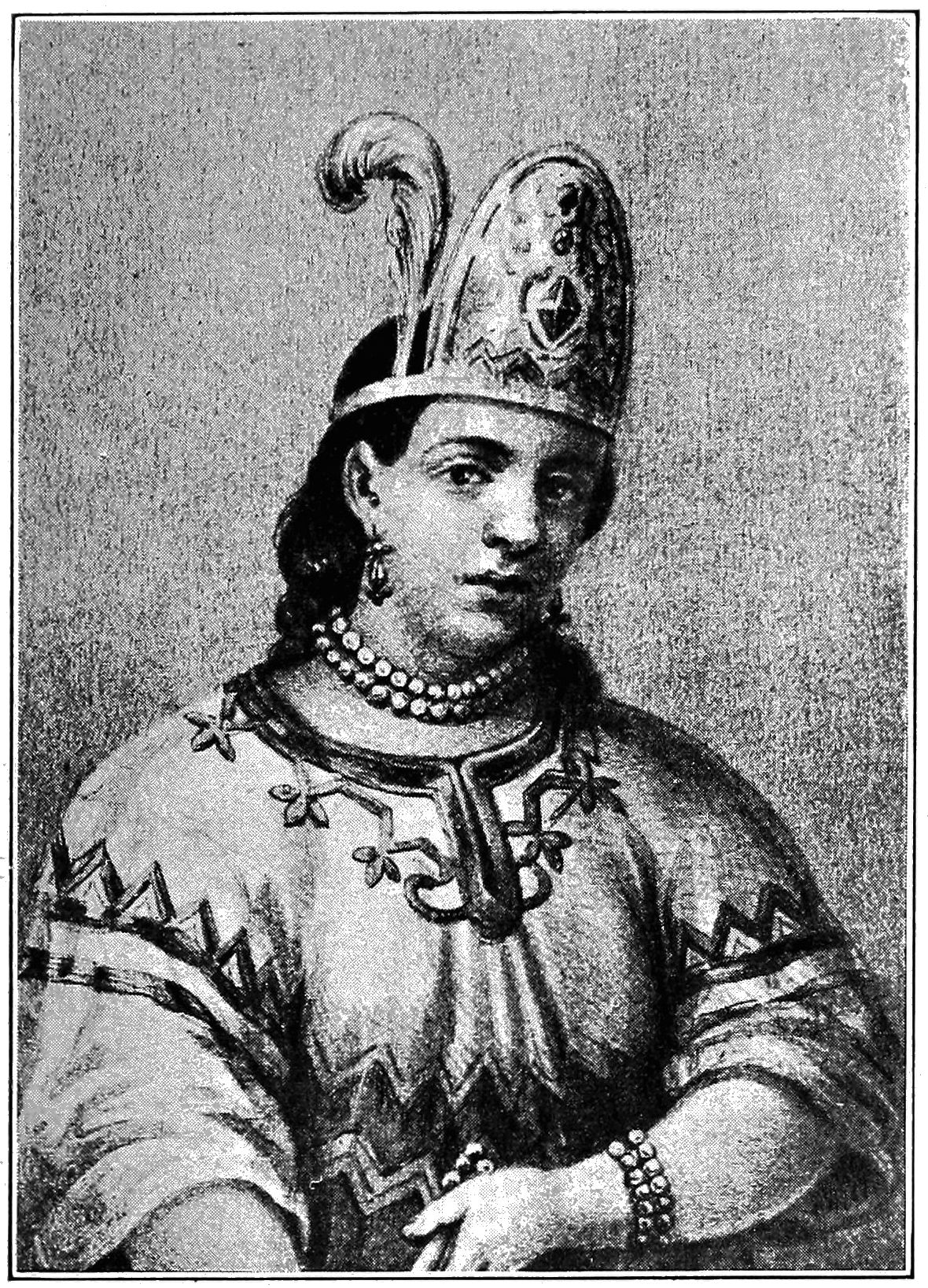
La Malinche.

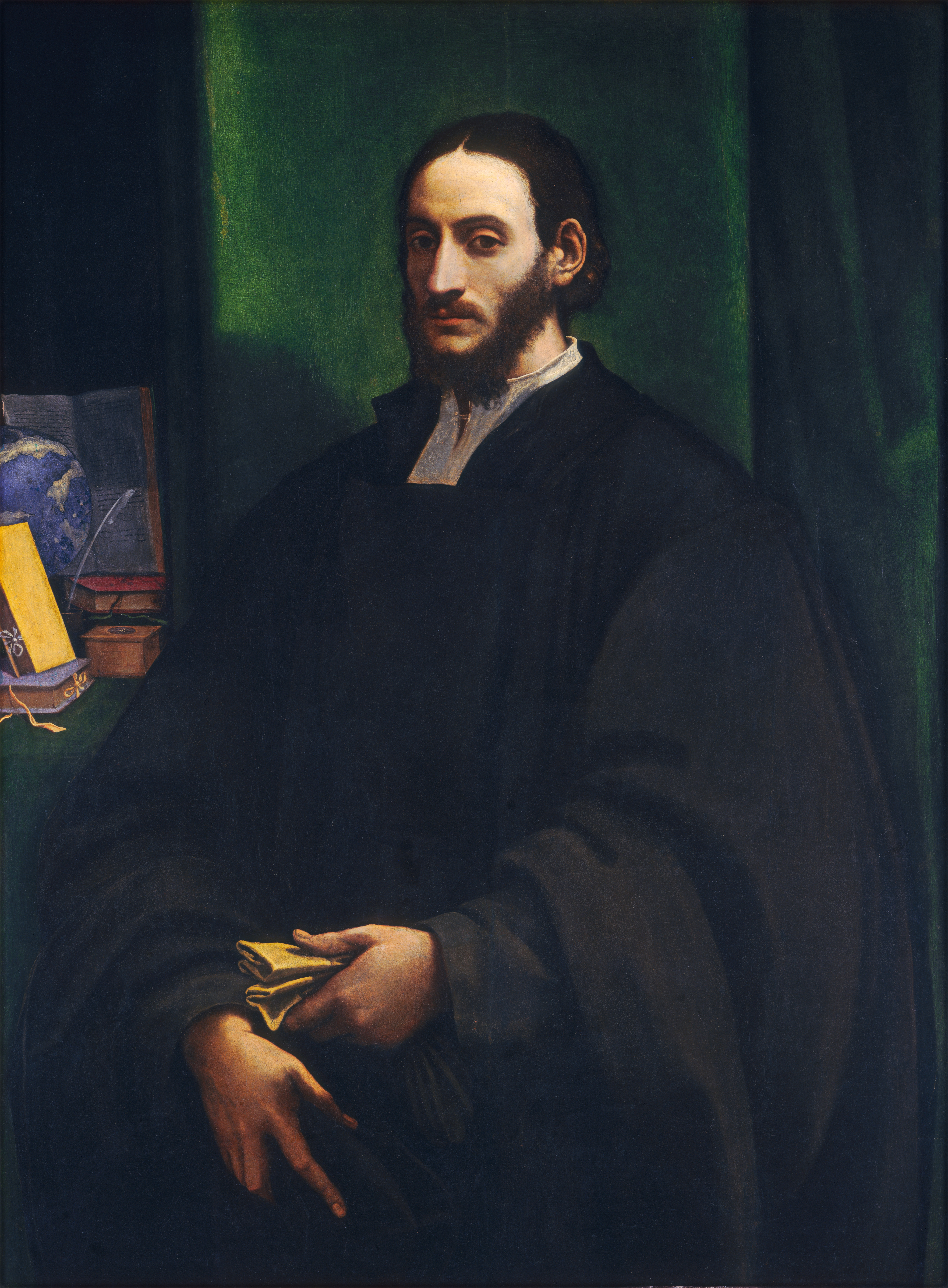
Porträtt som förmodas vara av Leo Africanus, av Sebastiano del Piombo omkring 1520.

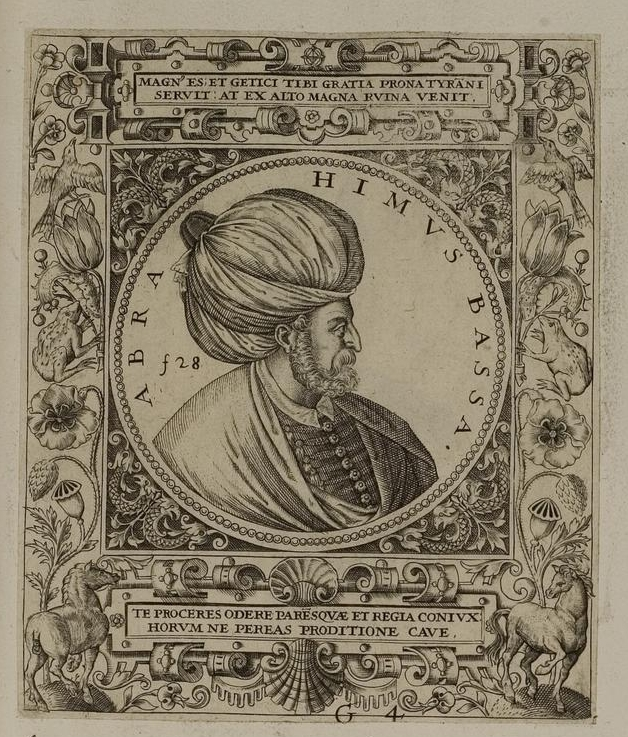
Pargalı İbrahim Pascha, porträtterad av Hans Sebald Beham. En översättning till tyska av ett brev som han skickat till befälhavarna i Wien under Belägringen av Wien 1529.

Roxelana, en av de mest berömda av de många slavar som utgjorde sultanens hustrur och konkubiner i det kejserliga osmanska haremet.

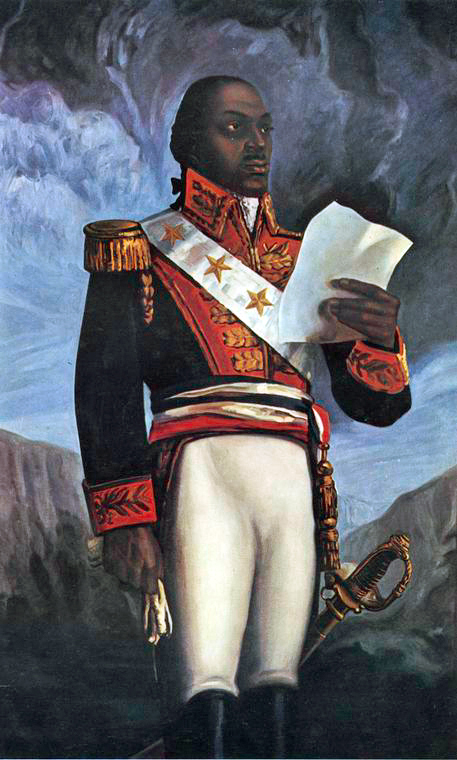
François Toussaint l'Ouverture.

Slaveri är ett socioekonomiskt system där vissa personer är kända som slavar, förnekas personlig frihet och legalt och juridiskt sett betraktas som "ägda" av andra personer. Systemet har förekommit under långa tider i historien. Det är nu förbjudet enligt internationell lag. 
Detta är en icke fullständig lista över kända historiska slavar. Med historiska avses personer som är födda före år 1900. De placeras i bokstavsordning efter efternamn om de har ett sådant, annars efter förnamn. 

## A
- Absalom Jones, (1746 – 13 februari 1818), en amerikansk ex-slav som köpte sig fri.
- Aisopos, grekisk fabeldiktare.
- Charlotte Aïssé, fransk författare.

## B
- Baibars, en turk som sedermera blev Sultan av Egypten och Syrien.
- Sarah Basset (död 1730), slav på Bermuda.
- Lovisa von Burghausen, svensk slav i Ryssland.

## C
- Caenis, älskarinna och rådgivare till kejsar Vespasianus.
- Henri Christophe, en av den haitiska revolutionens ledare.

## D
- Jean-Jacques Dessalines, en av den haitiska revolutionens ledare.

## E
- Epiktetos, grekisk filosof.
- Eufemia, bysantinsk slav och sedermera kejsarinna.

## F
- Fabia Arete, romersk skådespelare och scenartist.
- Cécile Fatiman, voodooprästinna, en av den haitiska revolutionens ledare.
- Felicitas, kristen martyr och helgon, död den 7 mars år 203.[1]
- Jefrosinja Fjodorova, rysk livegen, mätress till den ryska tronarvingen.

## G
- Gabriel Prosser (1776–1800), ledare för slavrevolten i Virginia.
- Abram Petrovitj Gannibal, rysk kammermohr.
- Helen Gloag, marockansk haremsslav.
- Guðríður Símonardóttir, osmansk slav.
- Maria Guyomar de Pinha, thailändsk kock.

## H
- Sally Hemings, amerikansk slav, älskarinna till president Thomas Jefferson.
- Jeffrey Hudson, engelsk så kallad "hovdvärg".

## I
- İbrahim Pasha (?–1536), egyptisk fältherre.

## K
- Elizabeth Keckley, amerikansk slav som sedermera blev personlig sömmerska åt Mary Todd Lincoln.
- Anna Kingsley, amerikansk slav och sedan själv plantage- och slavägare.
- Praskovja Kovaljova-Zjemtjugova, rysk skådespelare och operasångerska.
- Kösem Sultan, osmansk regent.

## L
- Lamhatty, Tawasa-indian som förslavades av Creek-indianerna men gjorde en uppmärksammad rymning.[2]
- Leo Africanus, (1494–1554), afrikansk historiker.

## M
- Madison Washington, amerikansk slav.
- La Malinche, mexikansk översättare och tolk.
- Maria al-Qibtiyya, Muhammeds slavkonkubin.[3]

## N
- Nanny of the Maroons, jamaicansk maroonerledare.
- Neaira, berömd grekisk hetär.
- Nurbanu Sultan, politiskt aktiv osmansk sultanmoder.

## O
- Olaudah Equiano (c. 1745–1797), brittisk-nigeriansk författare.
- Onesimus, romerskt helgon.
- Owen Fitzpen, engelsk köpman, offer för slavhandeln på Barbareskkusten.

## P
- Suzanne Amomba Paillé, slav, slavägare, plantageägare och filantrop i Franska Guyana.
- Pasion, en atensk slav och senare bankir.
- Platon, grekisk filosof.
- Rachael Pringle Polgreen, barbadisk slav och senare själv slavägare och bordellmamma.
- Zofia Potocka, grekisk kurtisan och sedermera grevinna.

## Q
- Qutb-ud-din Aybak, en indisk ex-slav som sedermera blev soldat och sultan.

## R
- Roxelana, konkubin och hustru till den osmanska sultanen.

## S
- Sabuktigin (fullständigt namn Abu Mansur Sabuktigin), (ca 942 – 997), persisk sultan.
- Safiye Sultan, osmansk sultanmoder, slav i det kejserliga osmanska haremet.
- Sally Seymour, amerikansk slav och sedan själv slavägare.
- Brigitta Scherzenfeldt, svensk slav i Dzungariet.
- Tatiana Sjlykova, rysk skådespelare och operasångerska.
- Spartacus, romersk slav och upprorsledare.

## T
- François Toussaint l'Ouverture, en av den haitiska revolutionens ledare.
- Turhan Hatice Sultan, osmansk regent, slav i det kejserliga osmanska haremet.

## U
- Ukawsaw Gronniosaw, brittisk slav och författare.

## V
- Venture Smith (1729–1805), amerikansk slav och författare.
- Andrej Voronichin, rysk arkitekt.

## W
- William Ellison (1790–1861), slav som sedermera själv blev slavägare.
- William och Ellen Craft, amerikanska rymlingar.
- William Harvey Carney, amerikansk slav och sedan soldat.
- William Henry med smeknamnet Jerry, amerikansk slav som rymde från slaveriet.
- William Lee, personlig tjänare till George Washington.

## X
- Xenon, atensk slav och sedermera bankir.

## Y
- Yaqut al-Hamawi, slav i Syrien som sedermera fick god utbildning och blev känd som biograf och geograf.
- York, en afroamerikansk slav som deltog i Lewis och Clarks expedition.

## Z
- Zayd ibn Haritha, arabisk slav.
- Ziryab, också känd som Abul-Hasan Alí Ibn Nafí, arabisk musiker (ca 789–857).
- Zumbi, en brasiliansk slav som gick med i Quilombo dos Palmares och blev dess mest kände ledare.